# Tour de Slovénie 2017
Le Tour de Slovénie 2017 est la 24e édition de cette course cycliste sur route masculine. Il a eu lieu du 15 au 18 juin 2017 en Slovénie. Il figure au calendrier de l'UCI Europe Tour 2017 en catégorie 2.1. et comprend quatre étapes. Il est remporté par le coureur polonais Rafał Majka, de l'équipe Bora-Hansgrohe, vainqueur de l'étape-reine à Rogla. Il devance au classement général l'Italien Giovanni Visconti (Bahrain-Merida) et l'Australie Jack Haig (Orica-Scott).

## Présentation

### Équipes
| WorldTeams (5)- Bahrain-Merida - Bora-Hansgrohe - Dimension Data - Orica-Scott - UAE Team Emirates Équipes continentales professionnelles (4)- Androni Giocattoli - Gazprom-RusVelo - Nippo-Vini Fantini - Wilier Triestina-Selle Italia Équipes continentales (9)- Adria Mobil - Elkov-Author - Meridiana Kamen - Sangemini-MG.Kvis - Tirol - Amplatz-BMC - Hrinkow Advarics Cycleang - Rog-Ljubljana - Synergy Baku Project Équipe nationale- Slovénie |
| |

## Déroulement de la course
Les deux premières étapes sont disputées au sprint et remportées par Sam Bennett (Bora-Hansgrohe) et Luka Mezgec (Orica-Scott), qui se succèdent à la tête du classement général. La troisième étape, étape-reine de ce Tour de Slovénie, voit la victoire de Rafał Majka. Ses coéquipiers de Bora-Hansgrohe, notamment Gregor Mühlberger, imposent leur train au début de la montée finale de Rogla et réduisent le groupe de tête à neuf coureurs. À dix kilomètres de l'arrivée, Rafał Majka et n'est suivi que par deux coureurs, Giovanni Visconti (Bahrain-Merida) et Jack Haig (Orica-Scott). Il devance ces deux coureurs de quatre et douze secondes sur la ligne d'arrivée et prend la tête du classement général. La dernière étape s'achève par un sprint et ne modifie pas le classement général. Rafał Majka remporte ce Tour de Slovénie avec sept secondes d'avance sur Giovanni Visconti et dix-sept secondes sur Jack Haig.

## Étapes
| Étape     | Date    | Villes étapes                |                           | Distance (km) | Vainqueur d’étape | Leader du classement général |
| --------- | ------- | ---------------------------- | ------------------------- | ------------- | ----------------- | ---------------------------- |
| 1re étape | 15 juin | Koper - Kočevje              |                           | 159.4         | Sam Bennett       | Sam Bennett                  |
| 2e étape  | 16 juin | Ljubljana - Ljubljana        |                           | 169.9         | Luka Mezgec       | Luka Mezgec                  |
| 3e étape  | 17 juin | Celje - Rogla                | Étape de moyenne montagne | 167.7         | Rafał Majka       | Rafał Majka                  |
| 4e étape  | 18 juin | Rogaška Slatina - Novo Mesto |                           | 158.2 km      | Sam Bennett       | Rafał Majka                  |

## Classement final
| Classement | Classement          | Classement | Classement                  | Classement          |
|            | Coureur             | Pays       | Équipe                      | Temps               |
| ---------- | ------------------- | ---------- | --------------------------- | ------------------- |
| 1er        | Rafał Majka         | Pologne    | Bora-Hansgrohe              | en 15 h 56 min 23 s |
| 2e         | Giovanni Visconti   | Italie     | Bahrain-Merida              | + 7 s               |
| 3e         | Jack Haig           | Australie  | Orica-Scott                 | + 17 s              |
| 4e         | Gregor Mühlberger   | Autriche   | Bora-Hansgrohe              | + 35 s              |
| 5e         | Tadej Pogačar       | Slovénie   | Rog-Ljubljana               | + 46 s              |
| 6e         | Hermann Pernsteiner | Autriche   | Amplatz-BMC                 | + 48 s              |
| 7e         | Mattia Cattaneo     | Italie     | Androni-Sidermec-Bottecchia | + 1 min 8 s         |
| 8e         | Paweł Cieślik       | Pologne    | Elkov-Author                | + 1 min 13 s        |
| 9e         | Ivan Santaromita    | Italie     | Nippo-Vini Fantini          | + 1 min 14 s        |
| 10e        | Edward Ravasi       | Italie     | UAE Emirates                | + 1 min 31 s        |
| modifier   |                     |            |                             |                     |